# Fette Frau von Saliagos

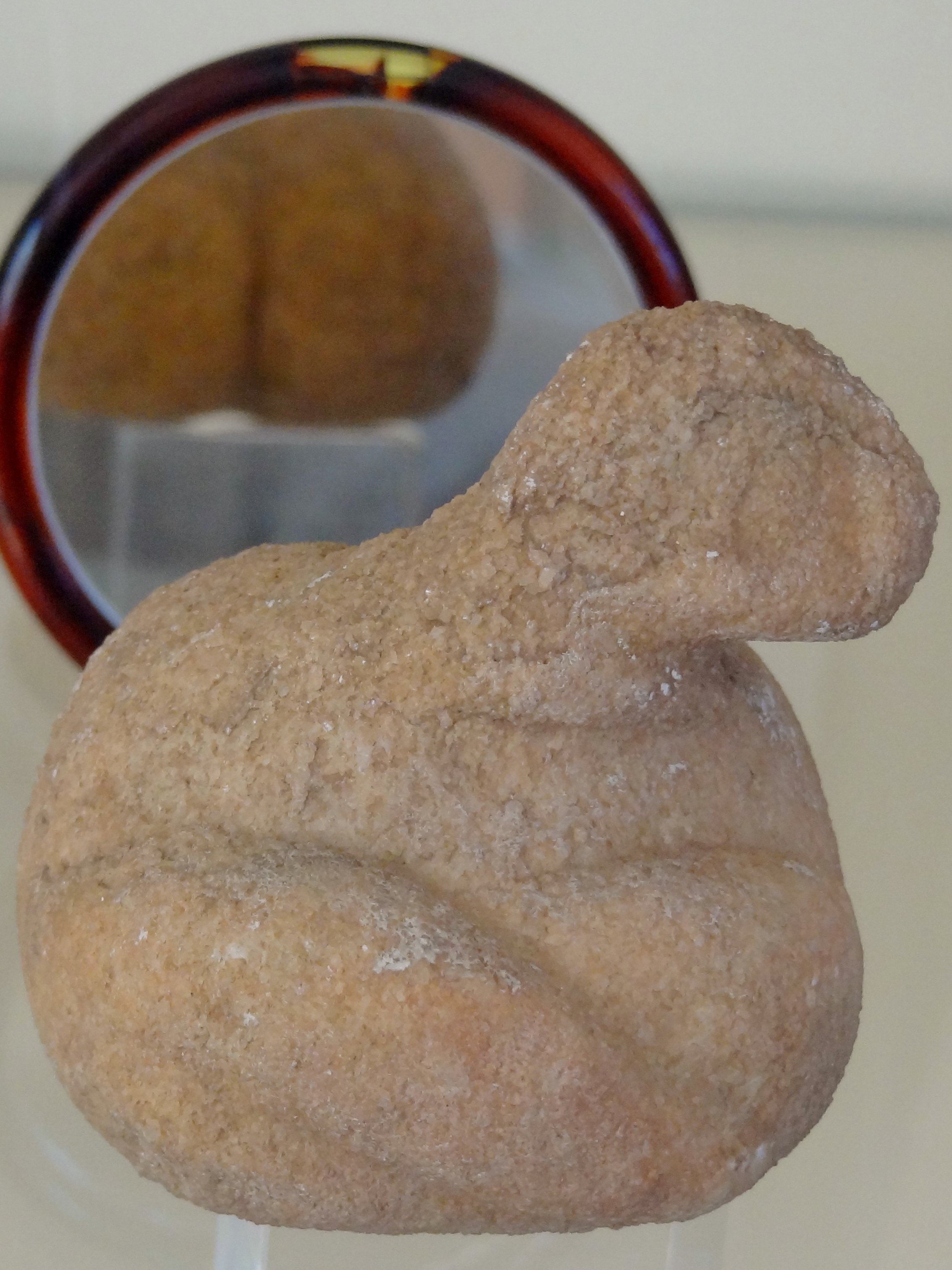
Fundstück im Archäologischen Museum von Parikia (Paros)

Als Fat Lady of Saliagos wird eine sitzende, nackte, weibliche Figur mit einem übermäßig großen Gesäß bezeichnet. Die Marmorfigur aus der Jungsteinzeit wird zwischen 5300 und 4500 v. Chr. datiert. Sie wurde 1964 bei Ausgrabungen durch die British School at Athens unter John D. Evans und Colin Renfrew auf der unbewohnten Kykladeninsel Saliagos gefunden. Sie ist mit anderen Funden aus Saliagos in einer Vitrine im Archäologischen Museum Paros unter der Inventarnummer 887 ausgestellt.

## Beschreibung
Die Figur ist nicht vollständig erhalten, es fehlen der Kopf und die rechte Schulter. Die erhaltene Höhe beträgt 5,8 cm. Zusätzlich ist durch Korrosion der obere Bereich beschädigt. Der ehemals weiße, mittelkörnige Marmor mit einer Korngröße bis zu etwa 1 mm hat durch Verwitterung eine eher raue Oberfläche mit einer rötlichen Verfärbung. Trotz der fehlenden Teile ist eine Rekonstruktion des Idols möglich, da Ähnlichkeiten in der Körperhaltung und in weiteren Details mit der spät-neolithischen Figurine von Sangri auf Naxos (NM 210) bestehen. Beide werden zu einem in der neolithischen Ackerbau-Gesellschaft Südosteuropas und Kleinasiens weit verbreiteten Typus von Fruchtbarkeitsidolen gerechnet.
Durch die seitlich angelegten Ellbogen und die über der Taille angeordneten Unterarme könnten die Fingerspitzen in Körpermitte aufeinander treffen. Allerdings ist nur der linke Arm teilweise erhalten und deutlich auf der Körpervorderseite modelliert. Darunter zeichnet sich eine dicke Speckrolle ab. Mit einem Schnitt auf der Körperrückseite ist er von der Schulter abgegrenzt. Zwei weitere eingeschnittene Linien zeigen Fettpolster am unteren Rücken. Der erhaltene obere Figurenteil wirkt fast schlank im Vergleich zu dem riesigen Gesäß, das auf der Rückseite weit herausragt. Durch einen tiefen Einschnitt ist das Gesäß unterteilt. Im rechten Winkel dazu markieren auf der Unterseite zwei eingeritzte Linien den Übergang von Oberschenkel zu Gesäß. Auf der Vorderseite sind die plumpen Beine übereinandergeschlagen. Das rechte Bein ist deutlicher gearbeitet mit einer geringen Verengung, um vermutlich den Fuß anzudeuten. Das linke Bein ist nicht detailliert getrennt.

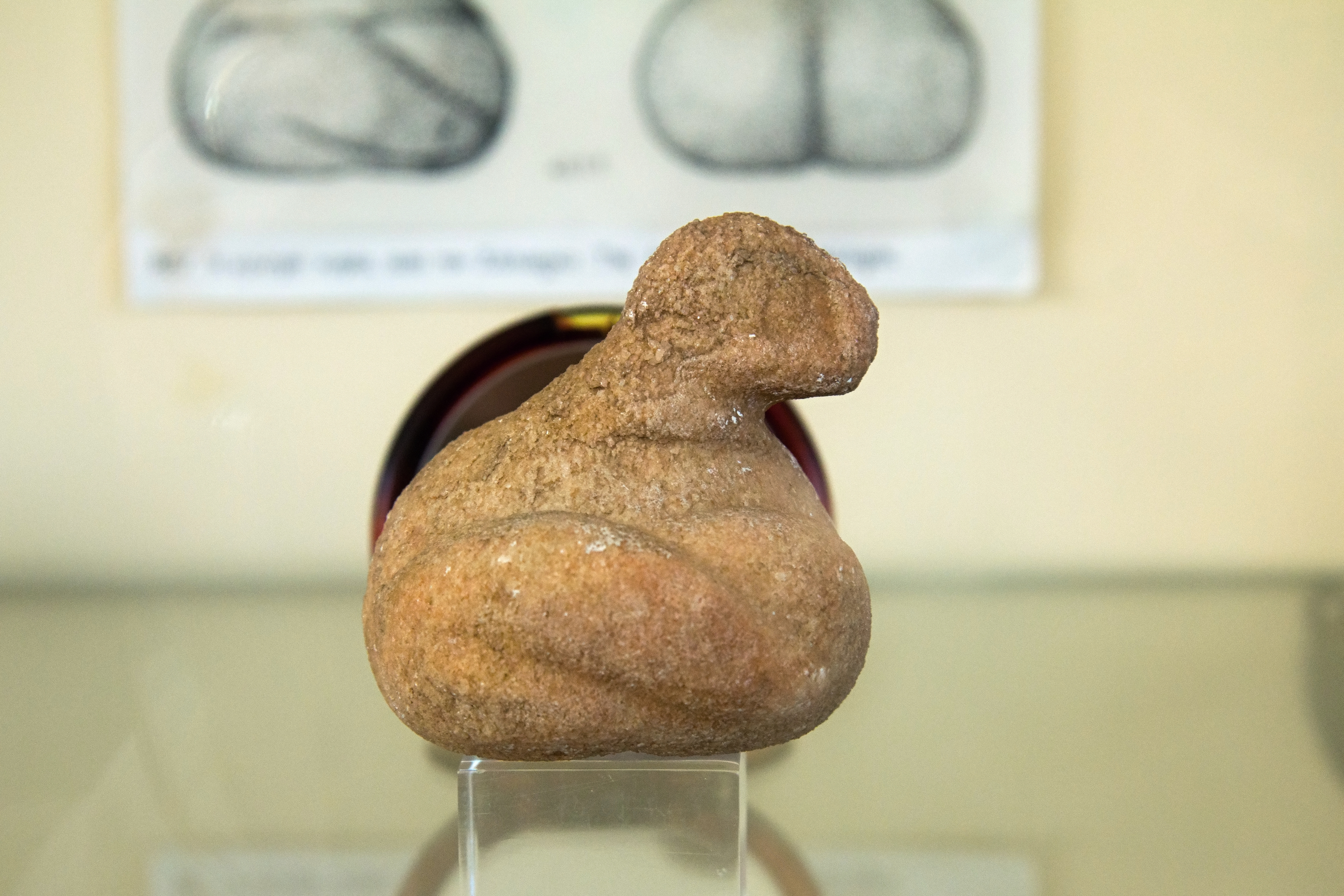
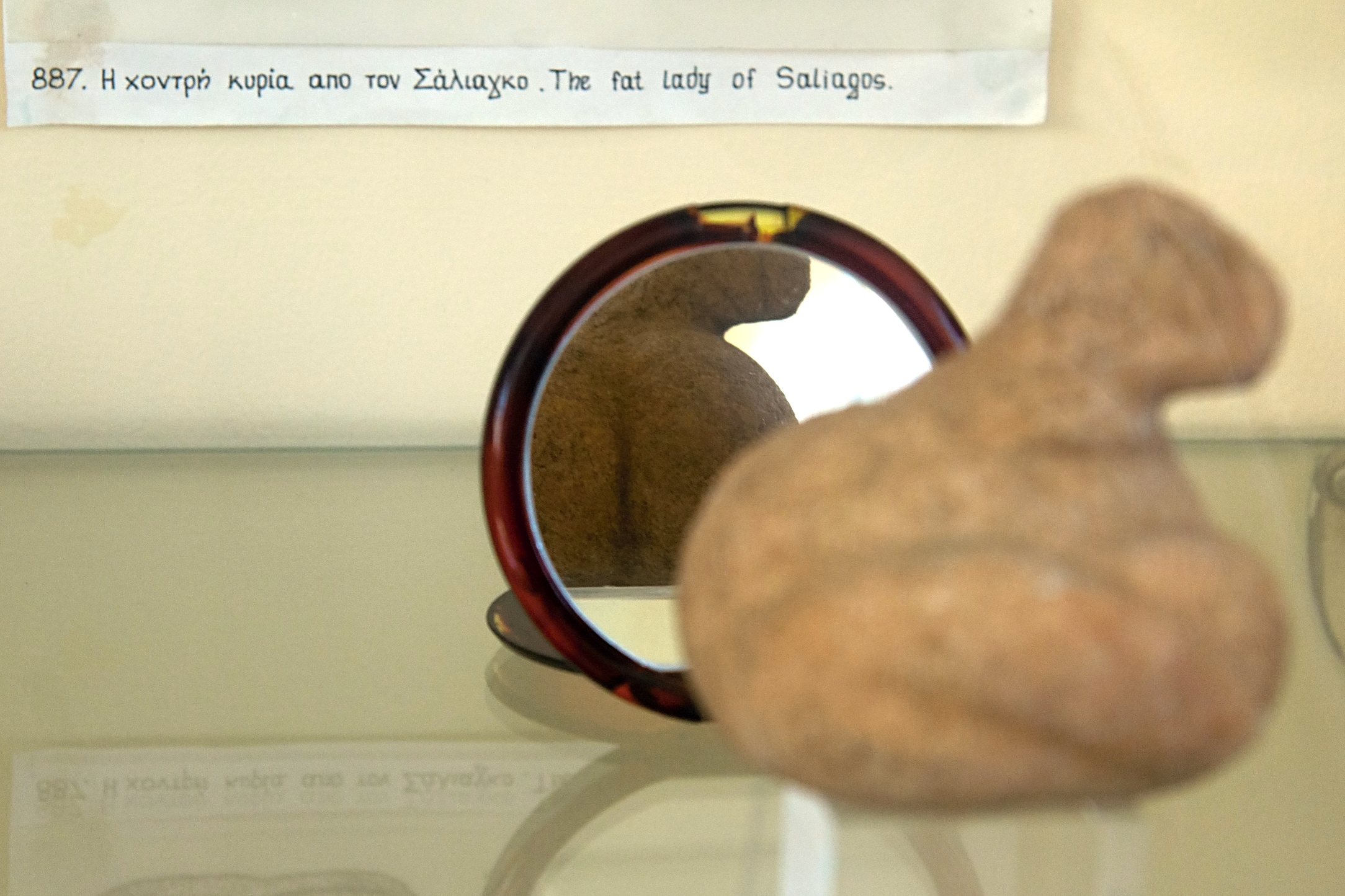

Für die Ausgräber war der Fund einer jungsteinzeitlichen Figurine weniger überraschend als die Entdeckung eines Violin-Idols mit einer typisch früh-bronzezeitlichen Form. Solche schematischen Idole sind ein wichtiges Merkmal der Grotta-Pelos-Kultur und ein bedeutender Nachweis, dass gegensätzliche Idoltypen bereits früher auf den Kykladen nebeneinander vorkommen. Spätere Beispiele finden sich in einem Grabfund der Grotta-Pelos-Phase und in einem Grab in Akrotiri auf Naxos.